# الجمهورية النابولية (1647)
الجمهورية النابولية كانت جمهورية في نابولي استمرت من 22 أكتوبر 1647 إلى 5 أبريل 1648. بدأت بعد ثورة بقيادة ماسانييلو وجوليو جنوينو ضد الولاة الإسبان. كان زعيم الجمهورية هنري الثاني من لورين دوق غيزي وهو سليل ملك نابولي السابق ريناتو الأول أنجو.